# Coccoloba lindeniana
Coccoloba lindeniana är en slideväxtart som först beskrevs av George Bentham, och fick sitt nu gällande namn av Gustav Lindau. Coccoloba lindeniana ingår i släktet Coccoloba och familjen slideväxter. Inga underarter finns listade i Catalogue of Life.